# Renard de Beaune
Renard de Beaune, ou Reynard ou Raynald, vicomte de Beaune, est un noble bourguignon du XIe siècle, vassal d'Eudes Ier de Bourgogne. Il donne en 1098 les terres où est fondée l'abbaye de Cîteaux.

## Une famille de seigneurs bourguignons
Renard, frère ou fils du vicomte de Beaune Hugues, est cité de 1076-1079 à 1101. Il est vicomte de Beaune et marié à Hodierne de Montmorot. C'est une famille de hobereaux pauvres. Il est probablement un cousin de Robert de Molesme.
En 1101, Renard de Beaune apparaît dans un acte du duc Eudes Ier de Bourgogne, par lequel ce dernier se prépare à la croisade.
En 1134/1143, les fils de Renard et d'Hodierne confirment les dons de leurs parents. Aucun d'entre eux ne porte alors le titre de vicomte. À Beaune, ce titre n'est donc pas transmis de manière héréditaire.

## À l'origine de Cîteaux
En 1098, Renard de Beaune fait don à Robert de Molesme des terres où s'implante la future abbaye de Cîteaux. Comme il s'agit d'un alleu, il peut en disposer à son gré,. Il s'agit d'un lieu marécageux appelé Cistels, dans la forêt entre Nuits-Saint-Georges et la Saône.
Renard et sa famille donnent ces terres « pour la rémission de leurs péchés et le soulagement de l'âme de leurs ancêtres ». Renard fait ce don avec sa femme Hodierne et ses fils Hugues, Humbert, Renard, Hagan et leur sœur Raimuldis. La terre de Cîteaux provient du patrimoine d'Hodierne.